# تشولجة (خورخورة)
تشولجة (بالفارسية: چولجه) هي قرية تقع في إيران في قسم خورخورة الريفي. يقدر عدد سكانها بـ 231 نسمة بحسب إحصاء 2016.